# Made Out of Babies
Made Out of Babies war eine 2005 gegründete und 2012 aufgelöste Post-Hardcore- und Post-Metal-Band aus Brooklyn, New York.

## Geschichte
Made Out of Babies wurden von Brendan Tobin, Eric Cooper, Matthew Egan und Julie Christmas für die Geburtstagsfeier von Julie Christmas’ Schwester gegründet. Der Bandname entstand hierzu aus einem Witz zwischen Matthew Egan und seiner Schwester.

„Ich glaube, das war ein Running-Gag zwischen unserem Schlagzeuger und seiner Schwester. Die haben eine Reklame für Handcreme mit ’nem kleinen Baby drauf gesehen. Sie witzelte „die wird bestimmt an Babys getestet“. Er setzte noch eins drauf und meinte „die wird aus Babies gemacht“. Kurz darauf haben wir die Band für die Geburtstagsparty von Julies Schwester gegründet, und die brauchte noch einen Namen für das Plakat. Da wir sowieso seit Tagen Witze darüber gerissen hatten, sagten wir einfach „Made Out Of Babies“.“

Nach einer Woche proben und dem Konzert beschloss die Band gemeinsam weitere Musik zu spielen.
Made Out of Babies veröffentlichten noch 2005 ihr Debütalbum auf Neurot Recordings, dem Hauslabel von Neurosis. Auf dem Debütalbum beteiligte sich Viva Stowell als Bassist für die Songs Loosey Goosey, Gut Shoveler und Sugar, blieb jedoch nicht dauerhaft im Bandgefüge. Ein weiteres Studioalbum und eine Split-EP folgten 2006 ebenfalls auf Neurot Recordings. Für das dritte und letzte Album entschloss sich die Band, zum Label The End Records zu wechseln, um neue Wege zu beschreiten. Nach der Veröffentlichung und der anschließenden Tour wurde es lange still um Made Out of Babies. Julie Christmas veröffentlichte 2010 ein The Bad Wife betiteltes Soloalbum und gab via Facebook im März 2012 die Auflösung der Band bekannt. Gründe für die Auflösung wurden nicht von ihr oder den verbleibenden Bandmitgliedern publik gemacht. Die restlichen Musiker gründeten ohne Christmas die Band Bad Powers und debütierten mit einem selbstbetitelten Album im September 2012 auf The End Records.

## Stil

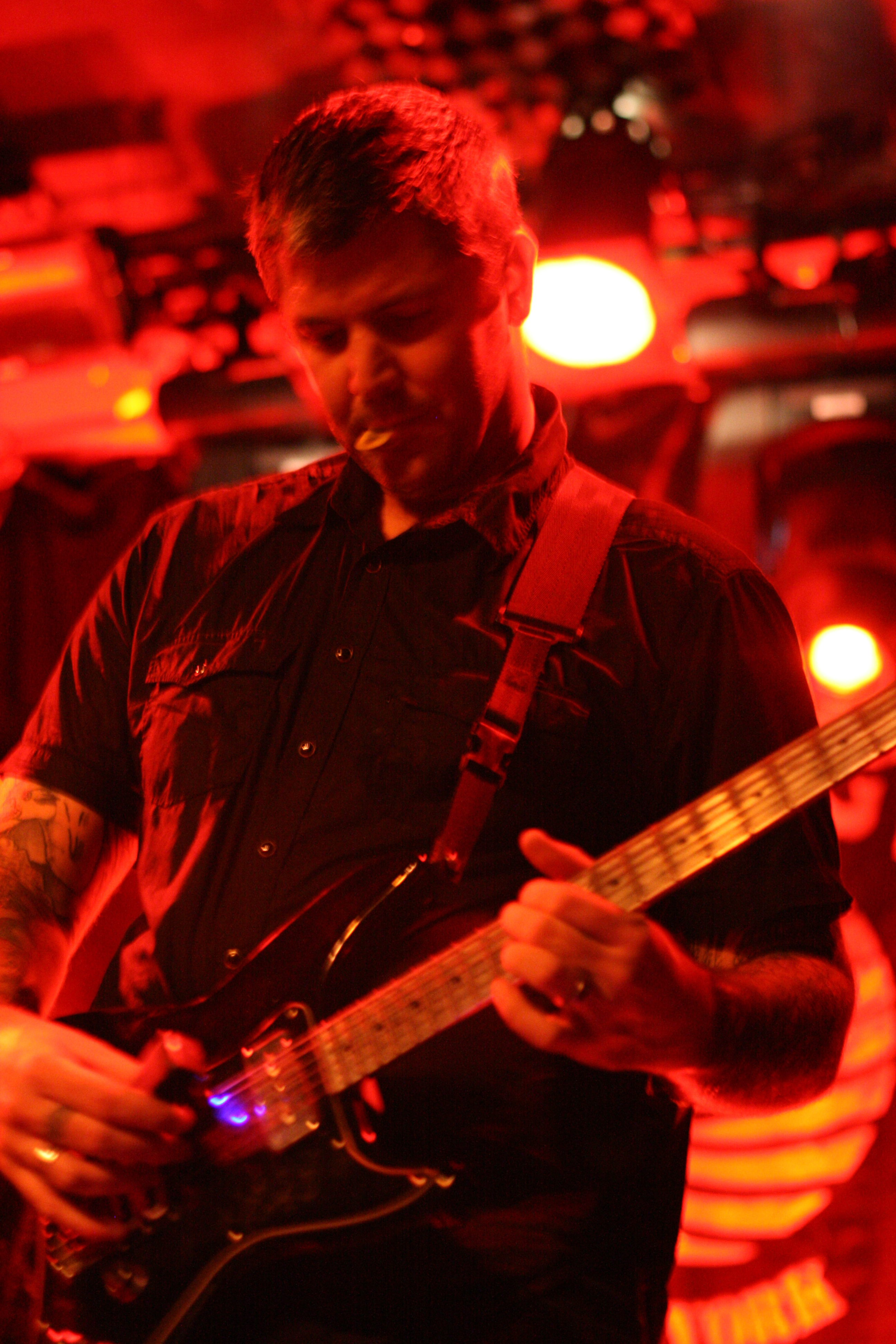
Brendan Tobin 2008 Live in New York mit Made Out of Babies

Made Out of Babies spielen eine Mischung aus Post-Metal, Post-Hardcore und Noise-Rock. Captain Chaos vom Internetmagazin Vampster bezeichnet die Band als „Mix aus NEUROSIS, THE JESUS LIZARD und UNSANE mit einer Sängerin, die klingt wie PJ HARVEY auf Heroinentzug“. Ross Feratu zieht für das Ox-Fanzine hingegen Vergleiche mit den Post-Hardcore-Interpreten Helmet, Shellac und Born Against.
Im Internetmagazin Metal.de werden ebenfalls Vergleiche mit der Noise-Rock-Band Jesus Lizard gezogen, aber ebenso mit der Doom-Metal-Band The Melvins und der Post-Hardcore-Band Fugazi.
Insbesondere die Gesangsdarbietung von Julie Christmas wird als bedeutendes Kennzeichen der Band an unterschiedlichen Stellen hervorgehoben. Die Internetpräsenz des TV-Senders Arte bezeichnet sie als „schreiende[…] Janis Joplin des Metal“.

„[S]ingen, flüstern, hassen, lieben, winseln - in ihren Songs steckt das einhundertprozentige Leben, mit allen Sonnen- und Schattenseiten, wobei man hier meinen könnte, dass die Schattenseiten deutlich überwiegen. Die Musik bildet das Grundgerüst für die Performance der Frau[.]“

Die Gitarre wird als brachial zerrend und kreischend beschrieben, während die Rhythmusgruppe als wechselhaft „ruhig und peitschend“ benannt wird. Captain Chaos beschreibt die Musik als lärmend, groovend und sehr dynamisch mit fies verzerrtem Bass, dissonanten Gitarren und böse dreschendem Schlagzeug. Die Melodieführung gilt als schräge Akkordwahl mit eigenwilligen Harmonien.

## Diskografie
- 2005: Trophy (Album, Neurot Recordings)
- 2006: Coward (Album, Neurot Recordings)
- 2006: Triad (Split-EP mit Red Sparowes und Battle of Mice, Neurot Recordings)
- 2008: The Ruiner (Album, The End Records)